# ルノー・トゥインゴ
トゥインゴ（Twingo）は、フランスの自動車製造会社、ルノーにより1993年から2024年まで製造・販売していた3/5ドアハッチバック型の小型乗用車（Aセグメント級）である。

## 概要
4の後継車種として1993年に登場。初代と2代目はフロントに横置きされた直4で前輪を駆動し、3ドアハッチバックのみである。また初代は極めて短いノーズを持ちモノスペースに分類されたに対し、2代目は明確なノーズを持ち一般的な2ボックスカーに分類される。いずれも乗員や積荷に応じて多彩なシートアレンジを可能とする。
3代目はメルセデス・ベンツとの提携により、スマート・フォーフォーとメカニズムを共用する事となった為、従来の前輪駆動から一転してリアに横置きされた直3で後輪を駆動し、5ドアハッチバックのみとなる。

## 初代（1992年 - 2007年）
1970年代初頭から、ルノーは入門車に位置するシティカーの開発を研究して来たが、競争力と利益率の両方を兼ね備えた低価格車は困難と判断し、構想されたプロジェクトの多くは現実とはならなかった。
その後、5からクリオへの移行に際し、クリオの下位を担うモデルが必要と判断されたため、低費用のユニボディ製シティカーに関するプロジェクトがW-60という名称で立ち上げられる。プロジェクトには、ジャン＝ピエール・プルーエやティエリー・メトロズと言った、当時のルノーの若手社内デザイナーが携わり、この他マルチェロ・ガンディーニと言った社外デザイナーも外装デザインの提案に携わった。
1992年10月5日に開催されたパリモーターショーにて発表され、翌1993年2月に欧州市場へ投入された。外装デザインは、当時のルノーの社内デザイナーで、後にデザイン担当役員を務めるパトリック・ル・ケモンによるものであるが、そのデザインは初代ホンダ・トゥデイを元にしているともいわれており、ルノー側もこれを否定していない。
プラットフォームは既存車種から流用しない専用設計で、4本のホイールを車体の隅に追いやることで車両寸法いっぱいの広い室内空間を確保し、後席のスライドや座面ごとの跳ね上げ、前席を倒してのフラット化など、多彩なシートアレンジを実現した。しかし、スペース効率を徹底した弊害として右ハンドル仕様が設定されなかった。
駆動方式は前輪駆動。エンジンは当初、8以来のC3G型直列4気筒OHVガソリンエンジン、通称クレオンユニットの1238cc仕様が横置きで搭載され、その後1997年に1148ccのD7F型直列4気筒SOHCエンジンに置き換えられ、2001年には16バルブで高出力なD4F型エンジンも加わった。
トランスミッションは当初、一般的な5速MTのほか、「easy（イージー）」と呼ばれる2ペダルMTも設定された。これは人為的な変速操作に対して自動でクラッチ操作が行われるもので、日本ではオートマチック限定免許での運転が可能だが、自動変速モードを持たないため運転者が常に変速操作を行う必要がある。またこのシステムは故障も多く、後年リコールの対象にもなった。構造も3ペダルのMTと大差ないことから、クラッチペダルを後付けしてMT車に改造された個体も多い。2001年には「クイックシフト5」と呼ばれる自動変速モード付きのシーケンシャル5速MTが登場し、その他フランス本国ではトルクコンバータ式のATも用意されていた。
生産期間は1993年から2007年までと非常に長く、その間にマイナーチェンジが6回行われ、登場時の仕様である1stコレクションから生産終了時の7thコレクションまでに分けられる。1998年の4thコレクションへの変更でカラードバンパーの採用やヘッドライト・テールライトの意匠小変更、ダッシュボードの形状変更と助手席エアバッグの採用などが行われており、それ以前（1st - 3rd）を前期型、それ以降（4th - 7th）を後期型へと大別される。

### 日本での販売
トゥインゴの登場時、日本ではルノーの正規輸入が行われておらず並行輸入のみであったが、カーグラフィック誌が1stコレクションを並行輸入して長期テストを行うなど、注目度は低くなかった。
1995年、前年の1994年に発足した当時の輸入元であるフランス・モーターズより2ndコレクションの正規輸入が開始され、当時車両本体価格 (消費税抜き) が5MTのパックで134万円、イージーで139万円という戦略的な価格も相まって、一定の人気を得た。
2001年7月24日には「クイックシフト5」仕様を追加導入。しかし、同時期に登場した16Vエンジン仕様は導入されなかった。
その後、2003年前半をもって正規輸入が打ち切られたため、7thコレクションは正規輸入されなかったが、その後も一部の並行輸入業者が輸入・販売を行っていた。

### バリエーション
トゥインゴGPL車
この時代、フランスではLPG自動車（フランス語ではLPGはGPL(Gaz de Pétrole Liquéfié)と表記する）ブームがおこる。年率500パーセントの伸びを示していた事もあり、 フランスの自動車メーカー各社は全ラインナップにLPG車をラインで生産し用意していた。　欧州メーカーや日本車もフランス向けにはLPG仕様車を投入。 他のルノー車と同様に、トゥインゴにもLPガス・ガソリン切り替え式LPG自動車が用意されていた。2009年現在では、オプションでLPG自動車に仕立てている。
KENZOバージョン
一部の国で、日本人ファッションデザイナーの高田賢三の「KENZO」バージョンが発売された。

## 2代目（2007年 - 2014年)
コンセプトカーが2006年のパリサロンで発表されたのち生産型は2007年のジュネーブショーで発表された。フロアパンは、2代目クリオの物をベースとしているが、衝突安全性を高めるために大幅に改良されている。生産はフランスからスロベニアのノヴォ・メスト工場に移管された。また右ハンドル仕様も設計され、世界戦略車としての性格を強めた。一方で初代の長所だった多彩なシートアレンジは継承され、またセンターメーターも採用されている。車名の文字体が小文字の｢twingo｣から大文字の｢TWINGO｣に変更された。
エンジンは、当初1.2Lの自然吸気と1.2Lターボのガソリンエンジン、1.5Lターボのディーゼルエンジンが採用され、その後1.6L（134PS/6,750rpm）の自然吸気のガソリンエンジンが、新たに設定されたルノースポール仕様向けに採用されている。駆動系は3ペダルの5MTと、2ペダルのクイックシフト5の2種類である。
2011年9月、本国で2012モデルとなる後期が登場。ヘッドライトの造形が大幅に刷新された他、テールランプもテールゲート側に追加されている。

### 日本向け
- 2008年11月7日 - 右ハンドルで、1.2L自然吸気にクイックシフト5を組み合わせた「QS」と、1.2Lターボに5MTを組み合わせた「GT」の2グレード展開で正規輸入販売を開始した。しかし、価格設定後に円高が進み割高感が増したため、様々な特別装備を付けた買い得な限定車が多数発売された。
- 2009年10月 - ルノースポール（RS）の正規輸入が開始される。一方で従来のQSとGTは在庫限りの扱いとなる。RSはハンドル位置は右、足回りはサーキット走行を考慮したシャシーカップ仕様だったが2010年秋に一旦導入を停止となる。
- 2011年6月 - 専用の内外装を持つゴルディーニ仕様をやや穏やかな性格のシャシースポール仕様の足回りで導入、ハンドル位置は左に変更された。
- 2012年
  - 7月 - 日本において後期をベースとした「ルノースポール・ゴルディーニ」を導入開始。車体色にホワイトを追加。
  - 11月 - 限定仕様車としてF1マシンのレッドブル・RB7のイメージを取り入れた「ルノースポール・レッドブル・レーシング RB7」を発売した。
- 2013年4月26日 - ルノースポール・ゴルディーニをベースとした「ルノースポール　カップ」を発表。ハンドリングを追求するためにシャシをスポールシャシからカップシャシに変更し、メガーヌ・ルノースポールでは15万円の有料色となるジョンシリウスM（イエロー）を採用しながらもゴルディーニよりも10万円安い235万円とした。発売開始は5月9日からで、30台の限定販売。

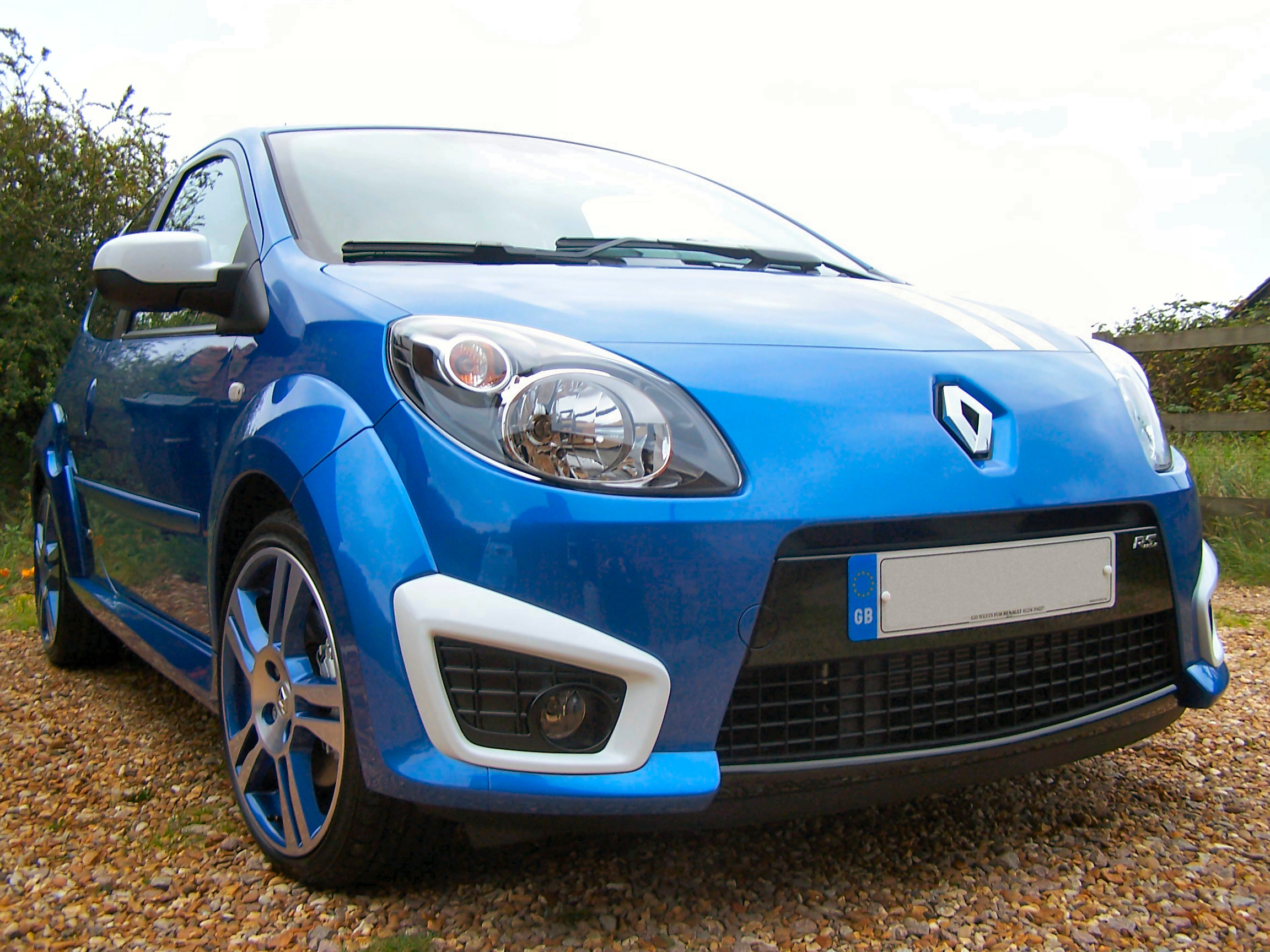
ゴルディーニ・ルノー・スポール（前期）
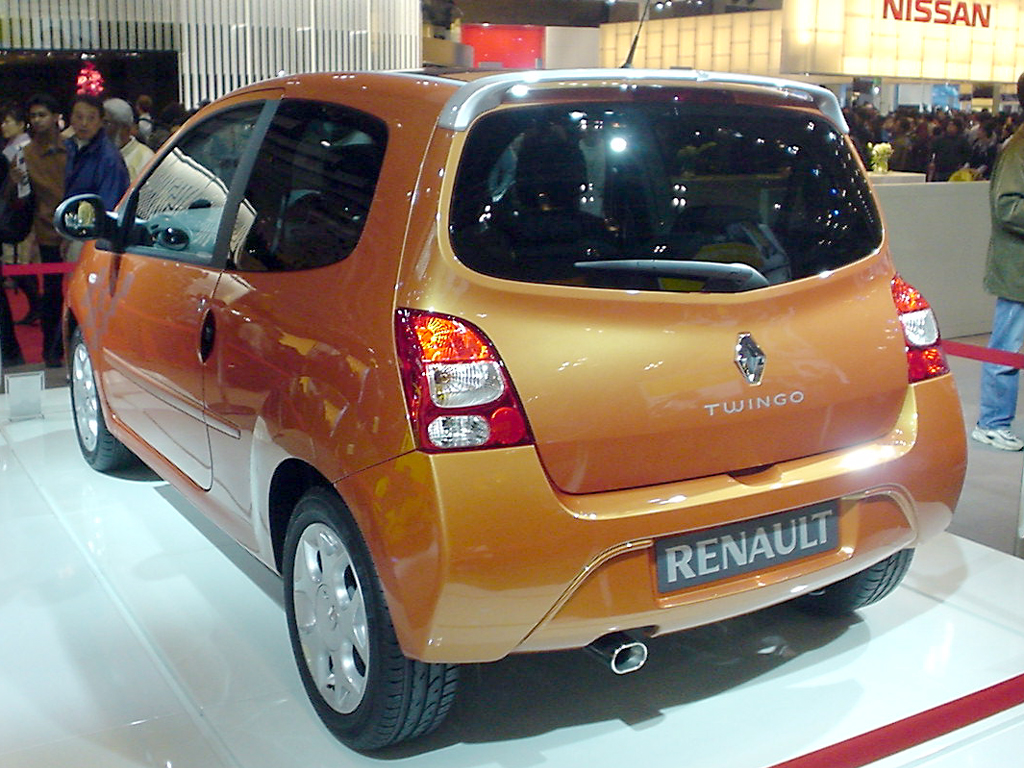
GT リア

## 3代目（2014年 - 2024年）
2014年のジュネーブモーターショーでワールドプレミア。
エクステリアはローレンス・ヴァン・デン・アッカーが提唱する近年のルノーのデザインアイコン「サイクル・オブ・ライフ」に則ったものであり、フロントは大型のCIマークを中心に、左右のヘッドライトをグリルでつなぐ特徴あるものとなっている。そのテイストは往年の名車「5」の影響を色濃く受けている。
ボディは5ドアのみだが、リアドアのノブをクリオと同様にCピラーへのヒドゥンタイプとすることで、一見3ドアのように見せている。また、リアエンジンレイアウトの採用で、先代比で全長を100 mm短縮しながらも室内長を130 mm延長し、使い勝手を向上させている。
エンジンは大幅にダウンサイジングされ、「SCe 70」と「Energy TCe 90」の2種を設定。前者はスマートフォーツー/フォーフォーと共通の排気量999 ccの自然吸気エンジンで、最高出力70 psと最大トルク91 N·mを発生。販売国に応じてアイドリングストップ機能が組み合わせられる。後者は排気量898 ccのターボエンジンで、最高出力90 ps・最大トルク135 N·mを発生し、「ユーロ6」に適合すべくアイドリングストップが標準装備となっている。また、エンジンは限られたリアスペースに設置するため、斜め49度に傾けて搭載する工夫が施されている。
開発はルノーが打ち出した案を基に、メルセデス・ベンツが賛同する形でルノーが主導となり行われた。
生産はスロベニアにあるルノー・ノヴォメスト工場にて、フォーフォーとともに行われる（フォーツーはフランスのダイムラー・ハンバッハ工場製）。

### 日本向け
- 2016年7月14日 - 日本仕様を正式発表（販売開始は9月15日から）。

全車右ハンドル+直3・0.9Lターボ（Energy TCe 90）+6速EDCのみとなり、グレードは「INTENS（インテンス）」とキャンバストップ仕様の「INTENS Canvas Top（インテンス　キャンバストップ）」の2種から構成される。
同時に、日本市場発売を記念した「5S（サンク・エス）」と「Pack Sport（パック・スポール）」の2種の特別仕様車を台数限定（ともに50台）で先着予約受付を開始した。両者とも即日完売した。
「5S」は通常グレードに非設定の1.0L・NAエンジン（SCe 70）+5速MTの組み合わせであり、「Pack Sport」は「INTENS」をベースに16インチアロイホイールやボディサイドストライプ、専用生地のシートなどを特別装備した。
- 2017年
  - 1月6日 - エントリーグレード「ZEN（ゼン）」を追加。「INTENS」と同じ0.9Lターボエンジン+EDC仕様のほか、限定車「5S」と同じ1.0L・NAエンジン+5MT仕様を加えた2種を設定（キャンバストップの設定は無し。いずれも右ハンドルのみ）。
  - 6月29日 - 特別仕様車「NOCTURNE（ノクターン）」を限定100台で発表。「INTENS」をベースに外装色を「ブルー　ノクターンM」で仕上げ、16インチアロイホイール、専用サイドストライプ、レザー調×ファブリックコンビシート、プライバシーガラスなどを特別に装備。フランスでは「COSMIC（コズミック）」の名で出している特別仕様車と（ステアリング位置以外）ほぼ同一仕様であるが、日本では「トゥインゴ・パリ」として訴求しているため、「宇宙」を意味するコズミックではイメージが合わないと判断され、仕様名を変更している[9]。
  - 10月19日 - 「GT」を200台限定で発売開始。エンジンは「INTENS」に搭載済の0.9Lターボを109PS/170N・mに引き上げ、5MTと組み合わせられる。チューニングはルノー･スポールが担当。前後ダンパーを専用チューンとし、40％剛性が向上。さらにスタビライザーも強化されている。エクステリア（ボンネットとサイドパネル）にはNACAダクトをイメージしたデカールも備わる。17インチアロイホイールはトゥインゴの発売前に出したコンセプトカーの「Twin’Run（トゥインラン）」のデザインを踏襲。ボディカラーはアンバーの「オランジュブレイズ」のみ。
- 2018年2月1日 - 「GT」を限定モデルの内容ほぼそのままに通常グレードに昇格。5MTに加え、6速EDCも設定された。ボディカラーは「オランジュブレイズ」に加え、グレー系の「グリリュネール」も設定され、計2色となった。限定モデル用のデカールは貼り付けされない。尚、5MTは限定モデルから5万円値上げされ、229万円になった。
- 2019年
  - 8月22日 - マイナーチェンジされたph2の販売を開始した。外装の主な変更点はC字状に光る新意匠のLEDヘッドランプとフロントウインカー（ヘッドランプ内蔵型）、LEDリアコンビランプを採用したほか、フロントバンパーとリアバンパーの意匠も変更。これに伴い全長は3645mmと従来モデルから25mm拡大した。またph1ではGTのみに装着だった左リアフェンダーのエンジン室冷却用エアインテークが全車装着となった。その他ドット柄のサイドストライプや新デザインの15インチアロイホイールも採用されている。内装は複数種類あったカラーバリエーションを黒、白、ライトグレーの3色によるコーディネートに変更。Apple CarPlayやAndroid Autoといったスマートフォンのミラーリング機能に対応した新インフォテインメントシステム「EASY LINK（イージーリンク）」の7インチタッチスクリーンが装備された。なおイギリスでの販売が終了した為この型のトゥインゴの右ハンドル車は全世界で日本のみとなった。
  - 8月22日 - ph2の販売開始と同時に、限定モデル「ルコックスポルティフ」を設定。同日注文受付を開始した。外装は専用色の「ブラン クオーツM」のみ。販売台数は150台限定。
- 2020年
  - 1月30日 - 限定モデル「ルコックスポルティフ」の第二弾を発売。外装は第一弾のブラン クオーツM（100台）に加え、新たにグリ リュネールM（100台）も設定され、計200台の導入。
  - 2月3日 - 新グレード「S」を追加設定。1.0L直3自然吸気（B4D）エンジンに5段MT（JE3）を組み合わせた新たなエントリーグレード。
  - 4月9日 - 専用色の「ブルー オセアン メタリック」を採用した特別仕様車「シグネチャー」を設定。
- 2021年
  - 2月18日 - 特別仕様車「バイブス」を設定。「オランジュ バレンシアM」「ブラン クオーツM」「ノワール エトワールM」の専用ボディカラーや特別装備を持つ。
  - 5月13日 - 特別仕様車「インテンス リミテ／インテンス キャンバストップ リミテ」を設定。両モデル合計で140台が販売される。
- 2022年
  - 3月17日 - 新グレード「インテンスMT」を設定し従来の「S」は販売終了となる。
  - 8月5日 - 世界的な半導体不足による部品調達の遅延や新型コロナウイルス感染拡大による物流の停滞、さらに不安定な世界情勢の影響を受け生産状況改善のめどが立たない状況の為受注が停止された。
- 2023年
  - 1月 -  受注再開。仕様変更は特になし。
  - 7月3日 - 日本向けモデルの生産が同年をもって終了することを発表。
- 2024年

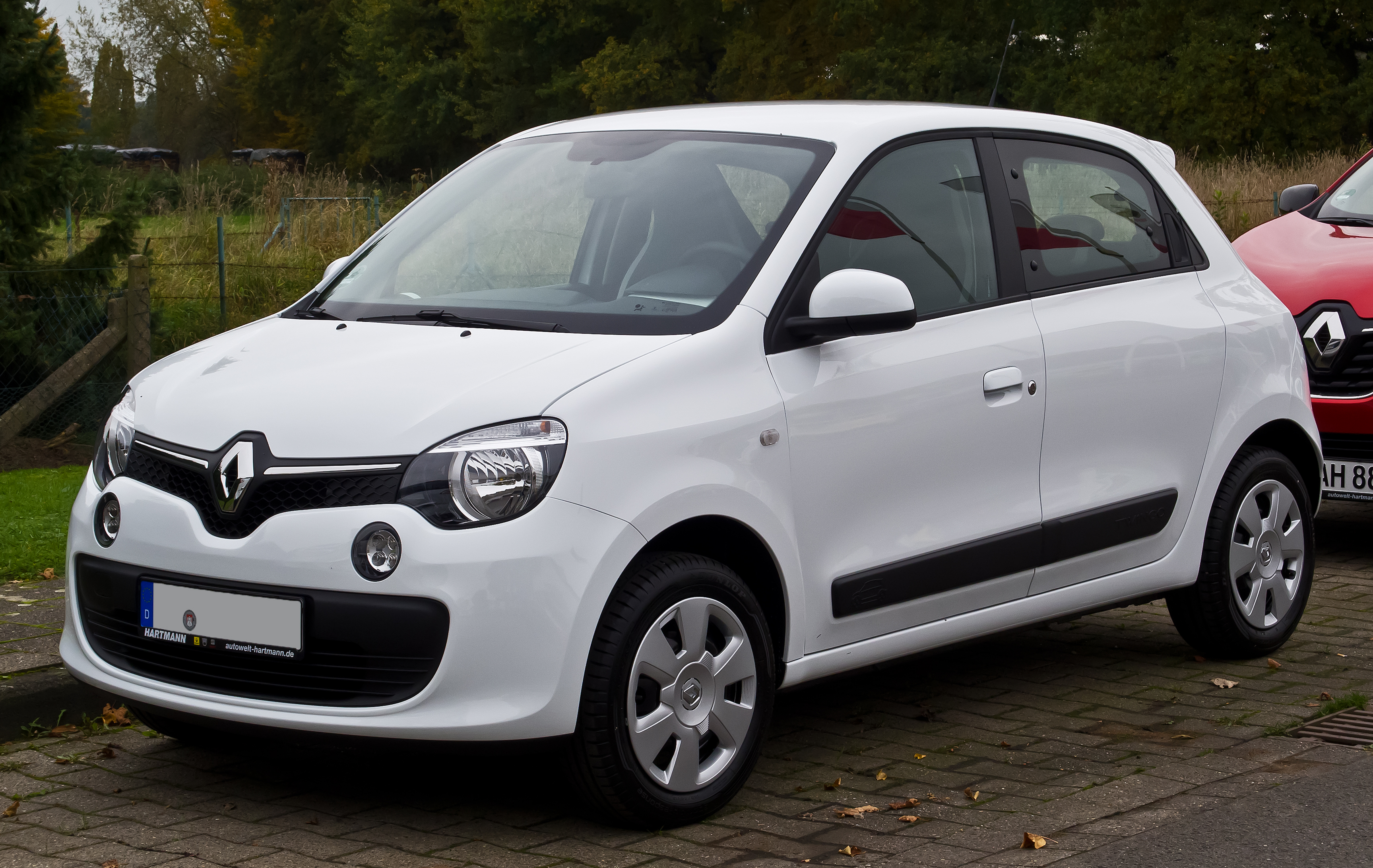
欧州仕様　ダイナミック　フロント
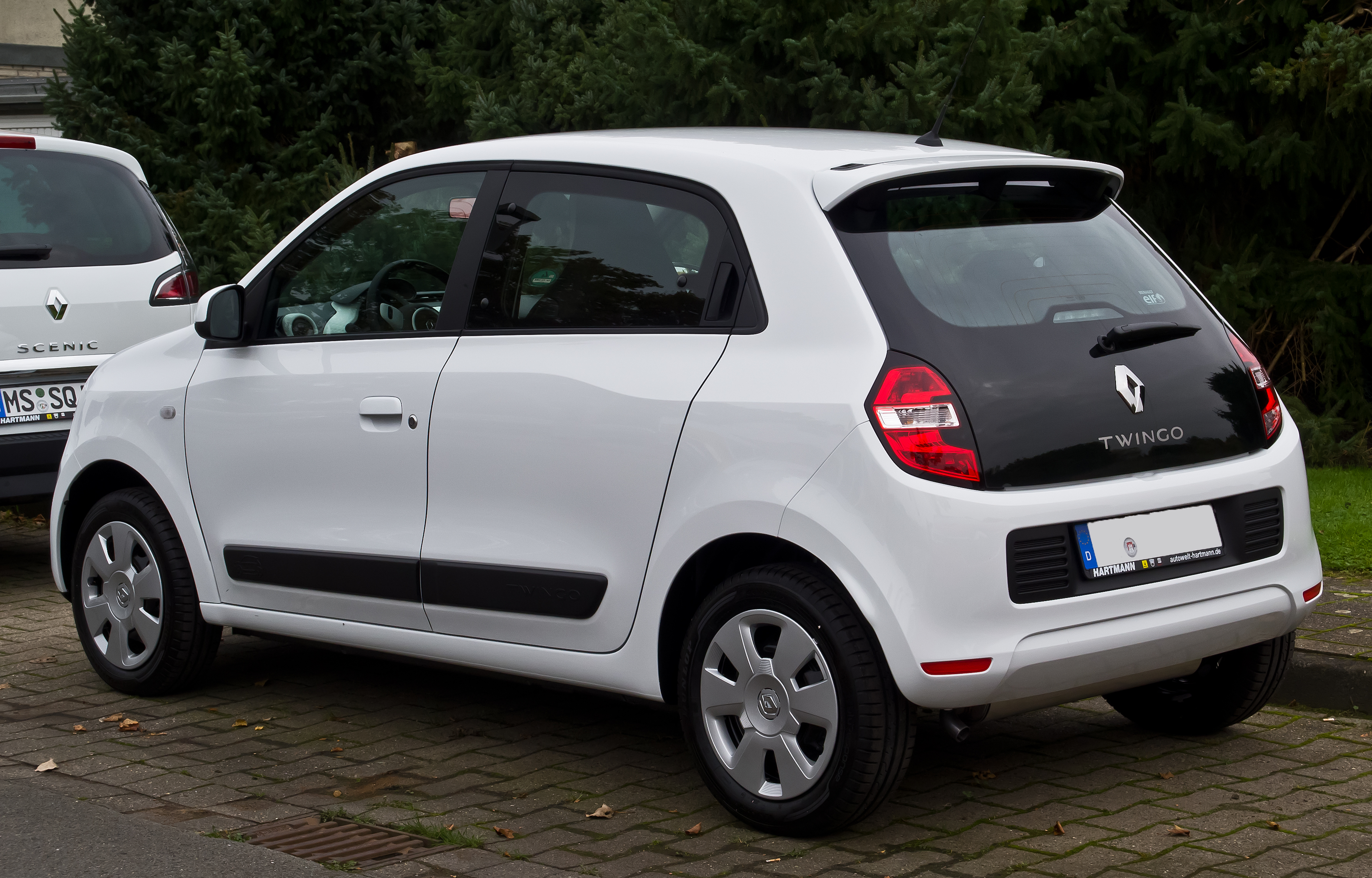
欧州仕様　ダイナミック　リヤ
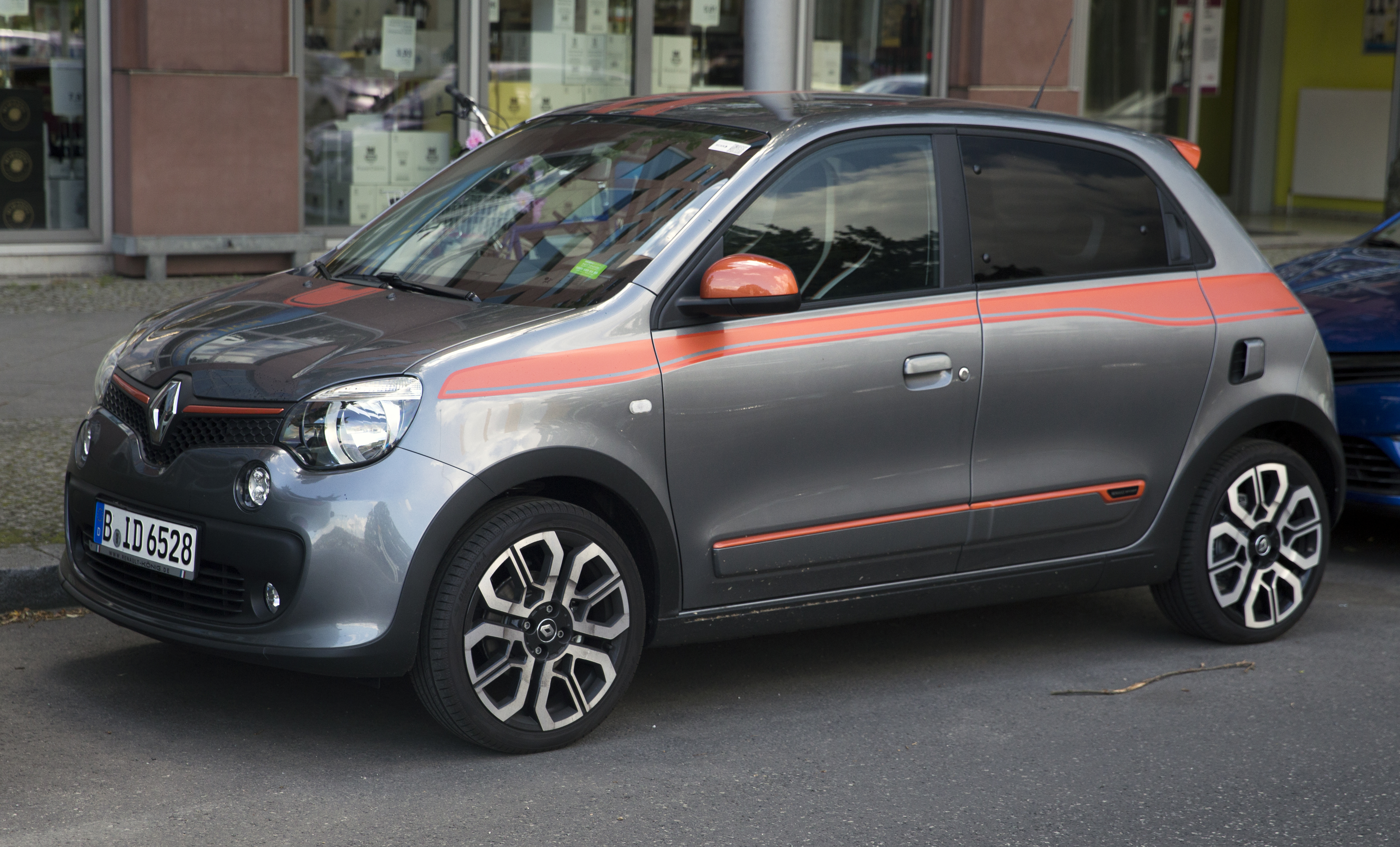
欧州仕様　GT　フロント

## 車名の由来
『トゥインゴ』は、3種類のダンススタイル、ツイスト（Twist）、スウィング（Swing）、タンゴ（Tango）を組み合わせた造語である。

## その他
フィアット社がパンダの後継車として「ジンゴ (GINGO)」を発表したが、発音が「トゥインゴ」に似ていると指摘を受け、結局「パンダ」と名乗ることとなった。